# Alice de Koenigswarter
Pour les articles homonymes, voir Koenigswarter.
Alice de Koenigswarter, née le 19 juillet 1878 à Putot-en-Auge et morte le 22 mai 1963 dans le 16e arrondissement de Paris, est une philanthrope et mécène française.

## Biographie
Petite-fille de Louis-Jean Koenigswarter et tante de Jules de Koenigswarter, elle épouse le 15 février 1899 le compositeur Fernand Halphen, également issu de la communauté juive ashkénaze. Le couple a eu une fille, Henriette, née le 26 février 1911, et un fils, Georges Halphen, économiste et collectionneur d'art, né le 9 mars 1913 et marié à Monique de Rothschild. C'est lui qui a offert en 1995 au musée d’Orsay le portrait de son père peint par Renoir.
Elle tient dans son hôtel particulier de la rue Dumont-d'Urville un salon de musique très courtisé et fréquenté par de nombreux artistes qu'elle aida souvent (Poulenc, Darius Milhaud, Arthur Honegger, Monique Hans, Mihailovitz, Fauré, Enesco, André Gedalge, Messiaen, André Jolivet, Ania Dorfman, Daniel-Lesur, entre autres). Elle organise dans son salon parisien des concerts et prêta également le célèbre Stradivarius de son époux à plusieurs violonistes, dont Isaac Stern. Elle crée la Fondation Halphen, destinée à aider les élèves de composition musicale du Conservatoire en faisant exécuter leurs œuvres. Elle a également constitué une importante collection de peintures comprenant des toiles de Monet, Pissarro, Van Gogh et du douanier Rousseau, et le portrait de Fernand Halphen enfant peint par Renoir en 1880. Elle fit des dons à divers musées, dont celui du Louvre, de Tel Aviv ou de Haïfa.
Elle s'est occupée de la conservation des synagogues du « Comtat Venaissin » (Carpentras et Cavaillon). 
C'est pour offrir à sa femme une vue qui l'avait émerveillé que, dit-on, Fernand Halphen acheta le domaine de La Chapelle-en-Serval, près de Chantilly (Oise) et décida en 1908 d'y édifier une résidence de campagne sur une colline boisée. Après avoir rejeté le projet de style anglo-normand de l'architecte René Sergent, puis un premier projet de style médiéval de l'architecte Guillaume Tronchet (dessins au musée d'Orsay), il fixe son choix sur le second projet de ce dernier, d'un château célébrant la chasse à l'extérieur et la musique à l'intérieur. Édifié entre 1907 et 1911, le château (aujourd'hui transformé en hôtel et dénommé château Mont-Royal) est une grande réussite architecturale. Sur les façades, des bas-reliefs dus à Georges Gardet célèbrent les plaisirs de la chasse. L'intérieur comprend notamment un théâtre, réplique de celui de l'Opéra-Comique.[réf. nécessaire]
Alice Halphen a joué un rôle très important dans les années vingt et trente dans l'accueil des réfugiés juifs qui venaient de l'est de l'Europe. Elle a notamment fait construire une maison rue des Deux-Ponts, sur l'île Saint-Louis, pour y loger des familles étrangères pauvres. Elle y avait engagé des jeunes assistantes sociales de la communauté juive, qui aidaient les familles et les enfants (ainsi, par exemple, Lili Simon, sœur d'Edouard Simon, qui dirigea la maison d'enfant de Moissac pendant la guerre. Il y avait également Lou, qui deviendra en Israël Lou Kadar, la secrétaire de Golda Meïr). Un groupe local des Éclaireurs israélites de France, qui portait le nom de Trumpeldor, fonctionnait dans la maison. L'été, les enfants ainsi que d'autres petits juifs réfugiés, étaient accueillis pour les vacances dans une maison que Mme Halphen possédait à Colleville-sur-Orne (aujourd'hui Colleville-Montgommery). De plus, dans les années trente, Alice Halphen, qui connaissait Robert Gamzon, le fondateur des Éclaireurs israélites, autorisa ce mouvement à tenir des week-ends et des mini-camps dans la propriété de La Chapelle-en-Serval. C'est pourquoi le nom des stages de formation des Éclaireurs israélites porta longtemps le nom de « Montserval ».
Elle avait été faite officier de la Légion d'honneur.

## Ouvrages
- Gracia Mendesia-Nasi : une grande dame juive de la Renaissance / par Alice Fernand-Halphen / [s.l. : s.n.] , 1929
- Une grande dame juive de la Renaissance : Gracia Mendesia-Nasi / par Alice Fernand-Halphen / Paris : impr. Lahure , 1929. (23 août 1930.)
- Nouveau dictionnaire des girouettes : précédé de L'oubli en politique / [par] Orion [pseud.] / Paris : Éditions Le Régent , [1948]

## Distinctions
- Officière de la Légion d'honneur

## Sources
- « HALPHEN Alice (1878 - 1963) » (Centre Français des Musiques Juives)